# باول فيتزباتريك
باول فيتزباتريك (بالإنجليزية: Paul Fitzpatrick)‏ (5 أكتوبر 1965 بليفربول في المملكة المتحدة - ) هو لاعب كرة قدم بريطاني في مركز الدفاع. لعب مع برمنغهام سيتي وبريستون نورث إيند وبولتون واندررز وفوريست غرين وليستر سيتي ونادي بريستول سيتي ونادي بوري ونادي ترانمير روفرز لكرة القدم ونادي كارلايل يونايتد ونادي ليفربول ونادي نورثامبتون تاون وهاميلتون أكاديميكال ونادي شنجن وGresley Rovers F.C. ‏ ونادي كوربي تاون ونادي ووركينغتون وLeicester United F.C. ‏.